# E4
E4 és un canal de televisió digital de pagament propietat de Channel 4 que emet al Regne Unit i Irlanda i amb continguts destinats clarament al públic d'entre 15 i 35 anys.
Va començar a emetre el 18 de gener del 2001 i ha retransmès sèries nord-americanes com Friends, The O.C., Smallville, Veronica Mars, The Cleveland Show, Glee, The Sopranos, What About Brian?, Desperate Housewives, 90210, Gilmore Girls, One Tree Hill i Scrubs i sèries britàniques importades del Channel 4 com Shameless i Hollyoaks. Com a producció pròpia destaca el drama d'adolescents Skins, la sitcom The Inbetweeners i la sèrie de ficció Misfits.